# Калашников, Леонид Иванович (политик)
Леони́д Ива́нович Кала́шников (род. 6 августа 1960, село Степной Дворец, Кабанский аймак, Бурятская АССР, РСФСР, СССР) — российский политик, депутат Государственной думы Российской Федерации V, VI, VII и VIII созывов. Председатель комитета ГД по делам Содружества Независимых Государств, евразийской интеграции и связям с соотечественниками (до 2024 года), член фракции КПРФ. С 2008 года — член Президиума ЦК КПРФ и одновременно секретарь ЦК КПРФ по международным и экономическим связям. С 1996 года проживает и работает в Москве. Чрезвычайный и полномочный посол (2022).
Находится под персональными международными санкциями 27 стран ЕС, Великобритании, США, Канады, Швейцарии, Австралии, Японии, и прочих государств.

## Биография
Рано потерял родителей, с восьми лет воспитывался с сестрой в детском доме — школе-интернате № 2 в городе Улан-Удэ.
Окончил факультет машиностроения Восточно-Сибирского технологического института (1982 год, Улан-Удэ). В студенческие годы увлекался спортом: стал мастером спорта по подводному плаванию и пятиборью, выступал за сборные команды РСФСР на соревнованиях международного уровня. После окончания вуза распределился на машиностроительный завод в Одессу.
В 1983 году приехал в Тольятти и начал работать на Волжском автозаводе (ВАЗ), где прошёл путь от мастера до заместителя начальника управления в Научно-техническом центре (управление занималось проектированием и испытанием спортивных автомобилей, подготовкой команды гонщиков к состязаниям). Избирался секретарем заводской комсомольской организации.
Отец — военный. Тесть — офицер КГБ СССР.

### На комсомольской и партийной работе
В 1986 году по инициативе руководителя заводского комсомола Леонида Калашникова впервые на ВАЗе и в СССР прошли выборы комсомольского секретаря (комсорга) на альтернативной основе. В 1985 году вступил в КПСС. Окончил Высшую комсомольскую школу при ЦК ВЛКСМ и аспирантуру при ВКШ. Вскоре после этого стал заместителем секретаря парткома ВАЗа. Избирался депутатом городского совета города Тольятти. Старший лейтенант.

### Бизнес и переезд в Москву
В 1990-е годы он руководил на ВАЗе одной из первых производственно-коммерческих фирм — «Инком-Авто ЛАДА».
В начале 2000-х годов пришёл в КПРФ. Пять лет являлся советником Председателя ЦК КПРФ Г. А. Зюганова. С 2006 года главный редактор «Рабочей газеты».

### Депутат Государственной думы
30 ноября 2008 года на XIII съезде КПРФ избран членом Президиума и секретарём ЦК КПРФ, курирующим международные и экономические связи партии.
24 марта 2010 года вышло постановление ЦИК о передаче Леониду Калашникову мандата депутата Госдумы, освободившегося в связи с кончиной Юлия Квицинского. 2 апреля Калашников был зарегистрирован как действующий депутат. Первый заместитель председателя комитета Госдумы по международным делам.
В 2011 году на Выборах в Государственную думу (2011) избран депутатом в составе партийного списка КПРФ.
Включён в санкционные списки ЕС и Канады в связи с событиями на Украине.
В 2016 году на выборах в Государственную думу России (2016) баллотировался по Тольяттинскому одномандатному избирательному округу № 159 но избран не был, проиграв кандидату Единой России В. В. Бокку. Избран депутатом Государственной думы VII созыва в составе федерального партийного списка КПРФ от Оренбургской-Самарской группы. Является председателем комитета Государственной думы по делам Содружества Независимых Государств, евразийской интеграции и связям с соотечественниками.
В 2021 году на выборах в Государственную думу России (2021) избран депутатом по Тольяттинскому одномандатному избирательному округу № 159.
11 марта 2022 года Калашников был включён в санкционный список США, наряду с 11 депутатами Госдумы, которые были задействованы в признании независимости ЛНР и ДНР. 15 марта аналогичные санкции ввела Япония.
7 июля 2022 года Калашникову, впервые в истории Госдумы, был присвоен ранг Чрезвычайного и полномочного посла РФ. На момент присвоения ранга конкретное место дипломатической деятельности не определено.
9 сентября 2024 года объявил об отставке с поста председателя Комитета Государственной думы по делам Содружества независимых государств.

## Законотворческая деятельность
С 2010 по 2019 год, в течение исполнения полномочий депутата Государственной Думы V, VI, VII и VIII созывов, выступил соавтором 41 законодательной инициативы и поправки к проектам федеральных законов.

## Международные санкции
С 14 марта 2020 года находится под санкциями всех стран Европейского союза. С 16 сентября 2022 года находится под санкциями Великобритании. С 11 марта 2022 года находится под санкциями Соединённых Штатов Америки. С 24 февраля 2022 года находится под санкциями Канады. С 2 апреля 2020 года находится под санкциями Швейцарии. С 4 мая 2022 года находится под санкциями Австралии. С 15 марта 2022 года находится под санкциями Японии.
Указом президента Украины Владимира Зеленского от 7 сентября 2022 находится под санкциями Украины. С 12 октября 2022 года находится под санкциями Новой Зеландии

## Резонансные высказывания
В программе «60 минут» Калашников заявил следующее: «Россия даже в исламском факторе никак не может быть объектом даже для ИГИЛ. Мы как раз в общемировых геополитических и тем более в региональных конфликтах здесь не только поддерживаем все эти сегодняшние..» и сразу же был перрван ведущим шоу Евгением Поповым, заявившим, что ИГ «мы не поддерживаем».
Диалог начали активно обсуждать в соцсетях. В свою очередь Калашников объяснил, что в его речи не было никакой оговорки, а ведущий поспешил его поправить. Он также отметил, что до этих слов он говорил об уничтожении ИГ в Сирии. «Как я могу поддерживать ИГИЛ, когда я во всей своей речи говорил, что ИГИЛ переместили США в Горный Бадахшан, чтобы пытаться нам взорвать границу с Таджикистаном и подсунуть их в страну в виде террористов? И они это делают уже года три», — пояснил парламентарий.

## Доходы
Депутат Государственной думы Леонид Калашников за 2020 год заработал 5,465 млн рублей, его супруга — 4,706 млн. Леонид Калашников владеет шестью земельными участками по 2500 м², двумя жилыми домами 342 и 298 м², двумя машиноместами, одним нежилым помещением 176 м². Имеется служебная квартира в пользовании 163 м² и японский автомобиль Toyota Avensis.

## Награды
- Медаль ордена «За заслуги перед Отечеством» II степени (26 августа 2016 года) — за активную законотворческую деятельность и многолетнюю добросовестную работу[19]
- Орден Дружбы (26 августа 2023 года, Южная Осетия) — за большой вклад в развитие сотрудничества между Республикой Южная Осетия и Российской Федерацией[20]
- Юбилейная медаль «МПА СНГ. 25 лет» (13 октября 2017 года) — за заслуги в деле развития и укрепления парламентаризма, за вклад в развитие и совершенствование правовых основ функционирования Содружества Независимых Государств, укрепление международных связей и межпарламентского сотрудничества[21]
- Медаль «В ознаменование 10-летия возвращения Севастополя в Россию» (10 июня 2024 года) — за личный вклад в возвращение города Севастополя в Россию
- Медаль «За укрепление парламентского сотрудничества в ОДКБ» (2021 год, ОДКБ)[22]
- Благодарность Правительства Российской Федерации (16 декабря 2019 года) — за большой вклад в развитие российского парламентаризма и активную законотворческую деятельность[23]